# Zdzisław Hejduk
Zdzisław Hejduk (ur. 16 grudnia 1941 r.  w Gajkowicach, zm. 4 listopada 2020 r. w Łodzi) – polski reżyser teatralny, dramatopisarz, współtwórca Teatru 77, animator i organizator życia kulturalnego, uczestnik oraz współtwórca wielu festiwali teatralnych w Polsce i za granicą.

## Biografia
Zdzisław Hejduk ukończył kierunek pedagogiczno-kulturalny na Uniwersytecie Łódzkim. Działalność teatralną rozpoczął w roku 1964, zakładając studencki teatr Retorta. Później był współtwórcą (wraz z Ryszardem Bigosińskim) studenckiego Teatru 77 (1969), który stał się jednym z najważniejszych teatrów alternatywnych w Polsce i poza granicami kraju. Przez szereg lat kierował najważniejszym przeglądem polskich teatrów studenckich – Łódzkimi Spotkaniami Teatralnymi.
Zdzisław Hejduk deklarował, że teatr traktuje jako formę zachowań obywatelskich – jego hasło „w stronę nie teatru” stanowiło wyróżnik działań grupy, powodowało, że poszczególne premiery nie były nazywane spektaklami, a wypowiedziami teatralnymi czy np. wernisażem teatralnym.
Wyrazem uznania dla dokonań kierowanego przez Hejduka teatru, były występy na terenie całej Polski, udział w wielu krajowych festiwalach i przeglądach (m.in. Łódzkich Spotkaniach Teatralnych, Festiwalu Małych Form w Szczecinie, Biennale Sztuki dla Dziecka w Poznaniu) oraz kilkadziesiąt tournée zagranicznych. Teatr 77 był zapraszany na najważniejsze ówcześnie europejskie festiwale teatralne (m.in. Nancy 1975, La Biennale di Venezia 1975, Międzynarodowy Festiwal Teatru Otwartego Wrocław 1973, 1978). Wejście działań Zdzisława Hejduka do obiegu sztuki europejskiej, w połączeniu z założeniem bycia aktywnym społecznie, doprowadziły (niedługo po realizacji polsko-szwedzkiego widowiska pt. Skrzyżowanie (1977)) do powołania w Mediolanie w 1977 roku IFIT (pol. Międzynarodowej Federacji Teatrów Niezależnych).
Rok 1979 to także współorganizowanie przez Hejduka pierwszego festiwalu IFIT w Sztokholmie i zmiana statusu zespołu Teatru 77 na w pełni profesjonalny.
Od roku 1979 rozwijały się międzynarodowe autorskie projekty inspirowane przez Zdzisława Hejduka („Together – Labirynt świata i raj serca” (1983 Kopenhaga), „Droga do Delf” (1984–1996), „Chochoły” (1992 Edynburg, 1996 Weimar, 1997 Łódź), „Wypędzenie Szczurów z miasta” (Łódź, Praga 1991), „Don Kichot – wyprawa” (1999 w Gyulai); spektakl „Obsługiwałem angielskiego króla” Teatr 77 z 1992 r. (główna nagroda Festiwalu w Edynburgu, Fringe First's).
Spektakle Hejduka z lat 80. i 90. XX wieku to m.in.: „Tren weselny” 1982, „Coraz trudniej kochać” 1986, „Ja Feuerbach” 1991 (grany w różnych międzynarodowych obsadach).
W 1983 roku za realizację (wraz z czeskim teatrem „Divadlo na provázku” – obecnie Divadlo Husa na provázku) spektaklu „Labirynt świata i raj serca”, będący odniesieniem do konferencji jałtańskiej, Hejdukowi odebrano paszport. Funkcjonariusze PRL nachodzili go w pracy, usiłowano także kilka razy zamknąć cały teatr, a jego twórcę wielokrotnie przesłuchiwała Służba Bezpieczeństwa.
Aktywność Hejduka i społeczności artystów, która go otaczała poza granicami kraju, stały się przyczyną przekształcenia Teatru 77 w 1991 roku w polskie centrum The European Movement, organizacji działającej na rzecz zbliżenia europejskiego. Od tej pory teatr Hejduka funkcjonował pod nazwą Ośrodek Ruchu Europejskiego Teatr 77.
Zdzisław Hejduk był także inicjatorem czterech edycji festiwali Podróż po Łódzkiej Ziemi obiecanej (od 1998 r.) z udziałem wielu grup polskich i zagranicznych, a także z prezentacją autorskich spektakli Hejduka. Realizował się również jako autor scenariuszy teatralnych i tłumacz; wydał Głosy z szuflady (2014) i tom wspomnień Moja podróż z Teatrem 77 (2007).
W roku 2004 ciężka choroba wyłączyła Zdzisława Hejduka z działalności artystycznej.
W 2012 roku Teatr Logos wystawił sztukę Zdzisława Hejduka „Sen Fortynbrasa” według wiersza Zbigniewa Herberta.
W 2017 roku podczas inauguracji sezonu artystycznego 2017/2018 w Łodzi, Zdzisław Hejduk otrzymał nagrodę dla jednego z najbardziej zasłużonych dla kultury, wręczaną w Centrum Dialogu im. Marka Edelmana. 
Zmarł w wieku 79 lat.
Został pochowany w alei zasłużonych na cmentarzu Doły w Łodzi.